# Yezoceryx nebulosus
Yezoceryx nebulosus là một loài tò vò trong họ Ichneumonidae.